# Navigation mystère
Pour les articles homonymes, voir Navigation et Mystère.
La navigation mystère (en anglais « Mystery meat navigation » aussi connue comme MMN) est un terme dépréciatif inventé en 1998 par Vincent Flanders, auteur et concepteur du site web Web Pages That Suck, pour décrire une page web où la destination d'un lien n'est pas visible jusqu'à ce que l'utilisateur le survole avec le curseur de sa souris. Ces interfaces manquent d'une conception centrée sur l'utilisateur, en insistant sur l'aspect esthétique, le gris typographique et la dissimulation de l'information pertinente par rapport à la praticité et à la fonctionnalité,.
Dans la version anglaise, l'épithète « mystery meat (en) » désigne les produits carnés souvent servis dans les cantines des écoles publiques américaines, qui ont été tellement retraités que leur origine exacte ne peut plus être identifiée par leur apparence : comme eux, les liens mystères sont clairs pour le producteur mais déroutants pour le consommateur.
À l'origine, Flanders a temporairement décrit le phénomène comme « Saturnic navigation » en référence à la Saturn Corporation, dont le site web illustrait ce phénomène. Flanders écrit que « la forme typique des MMN est représentée par des menus composés d'icônes mystérieuses, qui ne sont remplacées par l'alternative textuelle que lorsque le curseur de la souris les survole ».

## «Cliquez ici»
Les Web Content Accessibility Guidelines (en) du World Wide Web Consortium (W3C), ainsi que des organisations telles que WebAIM, recommandent de ne pas utiliser des expressions telles que « cliquez ici » comme texte de lien,. Selon le W3C, « le texte du lien ne doit pas être trop général ; n'utilisez pas de "cliquez ici". [...] le texte du lien doit indiquer la nature de la cible du lien. » Le texte devrait également avoir du sens lors de la lecture hors contexte. Il est également souligné qu'une souris peut ne pas être disponible sur le périphérique cible (par exemple à cause d'un écran tactile), et que les lecteurs d'écran peuvent consulter une liste de liens sur une page. Les pages seraient également lésées lors de leur impression. Un autre inconvénient mentionné est que cela empêche l'optimisation de la recherche par un moteur de recherche.